# Mary Louisa Molesworth
Mary Louisa Molesworth, nata Stewart (Rotterdam, 29 maggio 1839 – Londra, 20 gennaio 1921), è stata una scrittrice inglese, nota soprattutto grazie ai suoi libri per l'infanzia, che pubblicò con la dizione semplificata Mrs Molesworth. I suoi primi romanzi, per lettori adulti, da Lover and Husband (1869) a Cicely (1874), apparvero sotto lo pseudonimo di "Ennis Graham". Il suo nome appare occasionalmente sulla stampa come "M. L. S. Molesworth".

## Biografia
Nacque a Rotterdam, figlia di Charles Augustus Stewart (1809–1873) che in seguito divenne un ricco commerciante a Manchester e di sua moglie Agnes Janet Wilson (1810–1883). Maria aveva tre fratelli e due sorelle. Ha studiato in Gran Bretagna e Svizzera: gran parte della sua infanzia è stata trascorsa a Manchester. Nel 1861 sposò il maggiore Richard Molesworth, nipote del visconte Molesworth; si separarono legalmente nel 1879. Visse per la prima parte del suo matrimonio a Tabley Grange, fuori Knutsford nel Cheshire, affittata da George, II signore di Tabley.

La signora Molesworth è meglio conosciuta come scrittrice di libri per giovani, come Tell Me a Story ("Raccontami una storia", 1875), Carrots ("Carote", 1876), The Cuckoo Clock ("L'orologio a cucù", 1877), The Tapestry Room (1879) e A Christmas Child (1880). È stata definita «la Jane Austen della cameretta dei bambini», mentre The Carved Lions (1895) «è probabilmente il suo capolavoro». A giudizio di Roger Lancelyn Green: 
(Roger Lancelyn Green, Mrs Molesworth, Londra, Bodley Head, 1961)
Tipico dell'epoca, i suoi personaggi infantili spesso usano uno stile balbettante e le parole possono essere scritte in modo errato per rappresentare il discorso dei bambini: "jografia" per la geografia, per esempio.
Si interessò anche alla narrativa sovrannaturale. Nel 1888 pubblicò una raccolta di racconti soprannaturali con il titolo Four Ghost Stories ("Quattro storie di fantasmi") e nel 1896 una nuova raccolta di sei racconti con il titolo Uncanny Tales ("Racconti misteriosi"). In aggiunta a questi, il suo volume Studies and Stories include una storia di fantasmi intitolata “Old Gervais”, e le sue Summer Stories for Boys and Girls, che includono: «Non esattamente una storia di fantasmi».
Una nuova edizione di The Cuckoo Clock venne pubblicata nel 1914.
Morì nel 1921, ed oggi è sepolta al Brompton Cemetery di Londra.

## Menzioni da parte di altri autori
- Siegfried Sassoon menziona The Palace in the Garden ("Il palazzo nel giardino"), e Four Winds Farm ("La fattoria dei quattro venti"), come i 'quasi' suoi libri preferiti attraverso il suo romanzo autobiografico del 1928: Memoirs of a Fox-Hunting Man.
- Agatha Christie menziona The Tapestry Room ("La Sala degli Arazzi"), e Four Winds Farm, nel suo romanzo Le porte di Damasco, come i preferiti nell'infanzia dei suoi detective Tommy e Tuppence.
- In The Whirling Shapes di Joan North, Two Little Waifs di Mrs Molesworth, è menzionato come un libro che la (pro)zia Hilda ha ricevuto da suo padre per il suo ottavo compleanno.

## Opere
- Jack, Dick and Bob: The Three Jackdaws from Hurstmonceaux, as by E.G. (1865?) – 1875, OCLC 228106070
- Lover and Husband: A Novel, as by Ennis Graham (1870)
- Not Without Thorns, as Graham (1873)
- Cicely: A Story of Three Years, as Graham (1874)
- Tell Me a Story, as Graham (1875) – collection
- "Carrots": Just a Little Boy, as Graham (1876)
- The Cuckoo Clock, as Graham, illustr. di Walter Crane (1877)[8]
- Hathercourt Rectory, 3 vols (March 1878) – as by 'Mrs. Molesworth ("Ennis Graham")'[9]
- "Grandmother Dear": A Book for Boys and Girls, illustr. Crane (1878)
- The Tapestry Room: A Child's Romance, illustr. Crane (1879)[8]
- A Christmas Child: A Sketch of a Boy-Life (1880)
- Miss Bouverie: A novel (1880)
- The adventures of Herr Baby (1881)
- Rosy (1882)
- Summer Stories for Boys and Girls (1882) – 5 racconti in una cornice narrativa[8]
- The Boys and I: A child's story for children (1883)
- Two little waifs (1883)
- Christmas-tree land (1886)
- "Us": an old-fashioned story (1886)
- Four Winds Farm (1887)
- Little Miss Peggy: Only a Nursery Story (1887)
- The Palace in the Garden (1887)
- A Christmas Posy (1888)
- Four Ghost Stories (1888) – collezione di 4[8]
- French life in letters (1889)
- The rectory children (1889)
- Neighbours (1889, also by Mary Ellen Edwards)
- The Children of the Castle (1890), OCLC 905318144
- The Green Casket, and Other Stories (1890)
- Family troubles (1890)
- Imogen: or, Only eighteen (1890s)
- Robin Redbreast: a story for girls (1890s)
- An Enchanted Garden: Fairy Stories, illustr. di William John Hennessy (1892) – coll. di 7, OCLC 905335233
- The Girls and I: A Veracious History (1892)
- The Man With the Pan-Pipes; and Other Stories (circa 1892)
- Leona (circa 1892)
- The next-door house (1892)
- Mary (1893)
- Nurse Heatherdale's Story; and Little Miss Peggy (1893)
- Studies and Stories (1893) – raccolta, principalmente saggistica
- My New Home (1894)
- The Carved Lions, illustr. di Leonard Leslie Brooke (1895)[8]
- Olivia, a story for girls (1895)
- Uncanny Tales (circa 1896) – collezione di 6[8]
- Philippa (1896)
- Sheila's Mystery (1896)
- The Oriel window (1896)
- Hoodie (1897)
- Meg Langholme; or, The day after to-morrow (1897)
- Miss Mouse and Her Boys (1897)
- The Magic Nuts, illustr. di Rosie M. M. Pitman (1898)[8]
- The Laurel Walk (1899)
- This and that: a tale of two tinies (1899)
- The Wood-pigeons and Mary, da Molesworth e H. R. Millar (1901)
- Peterkin (1902)
- Fairies—of Sorts, illus. di Gertrude Demain Hammond (1908) – coll. of 5[8]
- Fairies Afield, illus. di Hammond (1911) – coll. of 4[8]
- Edmeé: a tale of the French revolution (1916)
- Stories by Mrs. Molesworth (compiled by Sidney Baldwin, 1922)
- Five Minutes' Stories (not dated—1888?)
- Great-Uncle Hoot-Toot (not dated—1889?)
- The Thirteen Little Black Pigs, and Other Stories (not dated—1893?)
- Blanche: A Story for Girls (not dated—1893?)
- The Grim House, illustr. di Warwick Goble (1899)
- The House That Grew (1900)
- Jasper (1906)
- The Laurel Walk (1898)
- Lettice (1884)
- The Little Old Portrait: Later: Edmee, A Tale of the French Revolution (1884)
- Mary (1893)
- Nurse Heatherdale's Story (1891)
- The Old Pincushion; or, Aunt Clotilda's Guests (1889)
- Silverthorns (1887)
- Sweet Content (1891)
- That Girl in Black (1889)
- The Third Miss Saint Quentin (1888)
- White Turrets (1895)[10]
- The Bolted Door: and other stories (1906) illustr. di Lewis Baumer[11]

## Antologie come collaboratrice
- A Christmas Fairy and Other Stories ("Una fata di Natale e altre storie", 1878) - John Strange Winter, Mrs. Molesworth e Frances E. Crompton.[12]
- Jack Frost’s Little Prisoners: A Collection of Stories for Children from Four to Twelve Years of Age ("I piccoli prigionieri di Jack Frost: una raccolta di storie per bambini dai quattro ai dodici anni", 1887) - altri collaboratori Stella Austin, S. Baring-Gould, Caroline Birley, Edward Hugessen Knatchbull-Hugessen Brabourne, Mrs Massey, Anne Thackeray Ritchie, E. M. Wilmot-Buxton e Charlotte M. Yonge.
- A Budget of Christmas Tales, di Charles Dickens and Others (circa 1895) - altri collaboratori Charles Dickens, Margaret Elizabeth Munson Sangster, Mrs W.H. Corning, Irving Bacheller, Julia Schayer, Hezekiah Butterworth, Cornelia Redmond, Harriet Beecher Stowe, Ella Wheeler Wilcox, C.H. Mead, Herbert W. Collingwood e Juliana Horatia Ewing).